# حمید رسایی
 حمید رسایی  (زادهٔ ۱ مرداد ۱۳۴۷) روحانی و سیاستمدار ایرانی است که نماینده دوره دوازدهم مجلس شورای اسلامی از حوزه انتخابیه تهران، ری، شمیرانات، اسلامشهر و پردیس است. وی در دوره هشتم و نهم نیز نماینده همین حوزه انتخابیه بوده‌است. او همچنین از اعضای شورای مرکزی قرارگاه عمار است.
وی برای انتخابات دهمین دوره مجلس شورای اسلامی از سوی شورای نگهبان رد صلاحیت شد.  وی برای دوره یازدهم تأیید صلاحیت شد ولی در انتخابات این دوره مجلس شورای اسلامی از حوزه انتخابیه تهران، ری، شمیرانات، اسلامشهر و پردیس رأی کافی نیاورد. رسایی از حامیان محمود احمدی‌نژاد در دوره نخست ریاست‌جمهوری وی بود.

## زندگی
رسایی در سال ۱۳۴۷ در خانواده‌ای گیلانی در تهران زاده شد.دوره دبستان و متوسطه را در خیابان ایران، واقع در تهران به پایان رساند. رفت‌وآمدها به پایگاه بسیج او را به جبهه‌های جنگ ایران و عراق کشاند. پس از تحصیلات متوسطه در سال ۱۳۶۵ وارد حوزهٔ علمیه قم شد. دوره سطح را نزد استادی، سید احمد خاتمی، موسوی تهرانی، مسعودی و محمدی، و دوره درس خارج را نزد مکارم شیرازی، تبریزی، فاضل لنکرانی و علیدوست گذراند.
به دلیل آشنایی با زبان عربی به مدت دو سال، برای تدریس دروس دینی و نیز تبلیغ، در آفریقا به سر برد و تاکنون به منظور تبلیغ در جمع ایرانیان خارج از کشور در کشورهای لبنان، بلغارستان، فلیپین، پاکستان، آلمان، یونان، ایتالیا، و مکزیک نیز حضور پیدا کرده‌است. از سال ۱۳۷۱ با حضور در مرکز تحقیقات سپاه پاسداران انقلاب اسلامی، به مؤسسه علمی فرهنگی دارالحدیث، راه پیدا کرد و در مقطعی نیز مسئولیت یکی از مدیریت‌های آن مؤسسه را برعهده داشت. رسایی فعالیت سیاسی خود را از سال ۱۳۷۴ و در پی تألیف و انتشار کتابی با محتوای سیاسی، تحت عنوان «روحانیت و سلامت انتخابات» آغاز کرد. تاکنون ۱۵ عنوان کتاب از وی به چاپ رسیده‌است

### هفته‌نامهٔ۹ دی
۹ دی نشریه‌ای است با دوره انتشار هفتگی و به مدیر مسئولی و صاحب امتیازی حمید رسایی که چندین بار نیز لغو امتیاز شد و دوباره پس از مدت کوتاهی انتشار خود را از سر گرفت. این نشریه متمایل به جناح محافظه کار در جمهوری اسلامی ایران قلمداد می‌شود. انتشار مطالب اقتصادی (که در مجوز نشریه نبوده‌است) و انتشار کاریکاتوری از سید محمد خاتمی (بدون لباس روحانیت) از دلایل توقیف این نشریه اعلام شد.

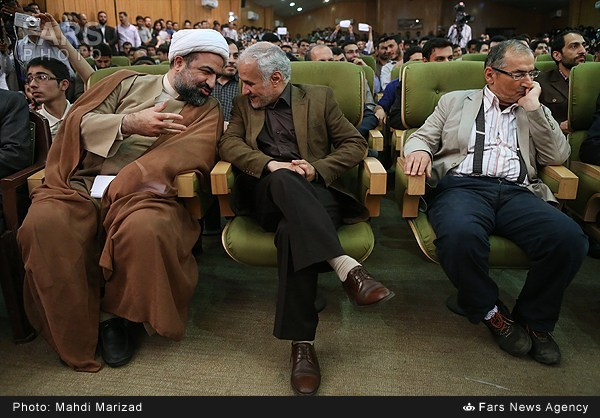
صادق زیباکلام، حسن عباسی و حمید رسایی در مراسم جشن مجموعه طنز سیاسی دکتر سلام در سفارت آمریکا در تهران، اردیبهشت ۱۳۹۳

حمید رسایی در دی ماه ۱۳۹۲ در جایگاه مدیرمسئول هفته‌نامه ۹ دی، یادداشتی انتقادی دربارهٔ علی لاریجانی منتشر نمود، که در پی آن از سوی قوه قضاییه به حبس و شلاق محکوم گردید، ولی این حکم با اعتراض رسایی در دادگاه تجدیدنظر، کماکان در مرحله تجدیدنظر قرار دارد. در اسفند ۱۳۹۲ نیز هفته‌نامه ۹ دی بار دیگر توقیف شد، که بنا به اعلام علیرضا معاف؛ سردبیر این هفته‌نامه، دلیل آن انتقاداتی از رئیس دولت دوازدهم، اعلام گردید. در تاریخ ۲ اردیبهشت ۱۳۹۳ رسایی با انتشار مطلبی در سایت شخصی خود، از رفع توقیف هفته‌نامه ۹ دی خبر داد. این هفته‌نامه بار دیگر، از بهمن ماه ۱۳۹۳ تا اردیبهشت ۱۳۹۴ توقیف گردید، همچنین در مرداد ۱۳۹۴ به علت انتقاد از روند مذاکرات هسته‌ای و نیز افتراء به مقامات نظام جمهوری اسلامی، توقیف شد.

### همایش منتقدان به برجام
در اردیبهشت ۱۳۹۳ همایشی تحت عنوان منتقدان به برجام، توسط حمید رسایی و گروهی از همفکرانش چون غلامحسین الهام، محمدعلی رامین، مرتضی آقاتهرانی، وحید یامین‌پور، اسماعیل کوثری، محمود نبویان، مهرداد بذرپاش، جواد کریمی قدوسی و مهدی کوچک‌زاده، در محل سفارت پیشین ایالات متحده آمریکا، برگزار شد. هدف از برگزاری این همایش، اعتراض به «توافق بد هسته‌ای» عنوان گردید، که هماهنگی و برگزاری آن را جمعی از اعضای جبهه پایداری برعهده داشتند.

## محکومیت‌ها

### دادگاه ویژه روحانیت
در پی اظهارات رسایی علیه مهدی هاشمی و پدر وی؛ اکبر هاشمی رفسنجانی، در تاریخ ۲۸ آذر ۱۳۹۱ در صحن علنی مجلس شورای اسلامی، دادستانی تهران، علیه وی در دادگاه ویژه روحانیت اعلان جرم نمود. بنا بر اظهارات وکیل مدافع مهدی هاشمی، حمید رسایی همچنین دارای محکومیت‌هایی در دادگاه ویژه روحانیت، به دلیل اتهامات مالی و توهین به مقدسات نیز می‌باشد.

### انفصال از پست‌های دولتی
رئیس هیئت بدوی رسیدگی به تخلفات اداری نهاد ریاست جمهوری، محمد اشرفی اصفهانی، حکم محرومیت ۵ ساله رسایی از مشاغل دولتی را که از سال ۱۳۹۳ به اجرا درآمده بود، به‌طور رسمی اعلام کرد. وی بیان کرد سازمان بازرسی کل کشور، پرونده تخلفات مالی وی را در دورانی که مدیر کل ارشاد اسلامی قم بوده‌است، به هیئت تخلفات ارسال کرده‌است.
رسایی در جوابیه‌ای، این اعلام حکم را افتراء دانسته و از تحت پیگرد قرار دادن محمد اشرفی اصفهانی خبر داد. به گفتهٔ رسایی، این پرونده یک‌بار در سال ۱۳۸۶ در دادگاه ویژه روحانیت مورد بررسی قرار گرفته و وی تبرئه شده‌است و مطرح کردن مجدد آن، موضوعیتی ندارد.

## حواشی

### واکنش به حمله پاکستان به ایران
حمید رسایی در واکنش به حمله موشکی پاکستان به خاک ایران در توییتی نوشت: بعد از زدن مقر جیش الظلم در پاکستان، تلافی هماهنگ شده پاکستانی‌ها محتمل بود. اما حالا مهم‌تر از این‌ها توافقاتی است که پس از این، عزم کشور پاکستان را برای برخورد با تروریسم مرزی و در راستای ایجاد امنیت پایدار در مرزهای دو کشور نشان می‌دهد.

نطق تند حمید رسایی در مجلس شورای اسلامی علیه مهدی  هاشمی رفسنجانی و پدر وی؛ اکبر هاشمی رفسنجانی، در تاریخ ۲۸ آذر ۱۳۹۱ باعث شد که دادستانی تهران، در دادگاه ویژه روحانیت با صدور بیانیه‌ای، علیه وی اعلان جرم نماید.
وی در ۶ مهر ۱۳۹۳ در تذکری در جلسه علنی مجلس نسبت به عدم محکومیت مواضع نخست‌وزیر انگلیس توسط محمدحسن ابوترابی‌فرد اعتراض کرد و در ادامه پس از این که ابوترابی به او گفت مجلس جای عربده کشیدن نیست، جلسه مجلس را به نشانه اعتراض ترک کرد و با فریادهای خود گفت: من در جایی که به من بگویند عربده کش نمی‌مانم.
وی همچنین حکم ارتداد امیر تتلو را به استناد فحاشی وی به سومین پیشوای شیعیان در اینستاگرام اعلام نمود.

### عدم احراز صلاحیت
حمید رسایی در بررسی صلاحیت نمایندگی در دوره دهم مجلس شورای اسلامی، عدم احراز صلاحیت شد. امری که به عقیده وی سیاسی بوده و فاقد مستندات قانونی است؛ و البته بعد از شکایت وی، صلاحیت او تأیید شد.

### سفر به برزیل
ثبت‌نام حمید رسایی برای شرکت در جام جهانی فوتبال ۲۰۱۴ در کشور برزیل در سال ۱۳۹۳ سوال‌های زیادی را مبنی بر ضرورت این سفر و چگونگی تأمین هزینه‌های سفر، ایجاد کرد. در نهایت اعلام شد که رسایی «به دلایل شخصی» از این سفر صرف‌نظر کرده و یک نماینده دیگر، حسین آذین، همراه با دو کارشناس، عازم این سفر می‌شود.
آرمان‌های انقلاب
حمید رسایی در خشت‌خام گفت: «امروز برای نگه داشتن انقلاب، سراغ آرمان‌های همان انقلاب نمی‌روند که اگر بروند مردم بیشتر روی می‌آورند.»

## تالیفات
- روحانیت و سلامت انتخابات / انتشارات دفتر تبلیغات / ۱۳۷۴
- سیمای خوشبختی (چاپ چهارم) / انتشارات دفتر تبلیغات / ۱۳۷۶
- انتخاب ششم / انتشارات دفتر تبلیغات / ۱۳۷۸
- انتخابات و دانشگاهیان / نهاد نمایندگی رهبری در دانشگاه‌ها / ۱۳۷۸
- تحصن چرا و چگونه (چاپ سوم) / فیضیه/
- پایان داستان غم‌انگیز ج ۱ (چاپ پنجم) / انتشارات کیهان / ۱۳۷۹
- پایان داستان غم‌انگیز ج ۲ (چاپ چهارم) / انتشارات کیهان / ۱۳۸۰
- بازی ترور (چاپ سوم) / انتشارات کیهان / ۱۳۸۰
- شیک پوش کهنه گو (چاپ ششم) / پرتو ولایت / ۱۳۸۱
- آغاز یک پایان (چاپ چهارم) / همای غدیر / ۱۳۸۱
- مجلس ششم از نگاه اصلاح طلبان (چاپ ششم) / همای غدیر / ۱۳۸۱
- ناقوس انحطاط (چاپ دوم) / پرتو ولایت / ۱۳۸۲
- کارنامه نقد عملکرد مجلس ششم / کار علمی گروهی / همای غدیر / ۱۳۸۲
- مثل مدرس (چاپ پنجم) / همای غدیر / ۱۳۸۳[۵]